# Городище «Городок» (пам'ятка природи)
«Городище «Городок» — ботанічна пам'ятка природи місцевого значення. 
Об’єкт знаходиться за 1,5 км на південний захід від села Старі Безрадичі Обухівського району Київської області. Землекористувачем є сільська рада с. Старі Безрадичі. 
Створено рішенням Київської обласної ради від 29 липня 2010 р. № 757-33-V.  Наукове обґрунутвання створення заказника підготовлено експертами Ukrainian Nature Conservation Group.

## Опис

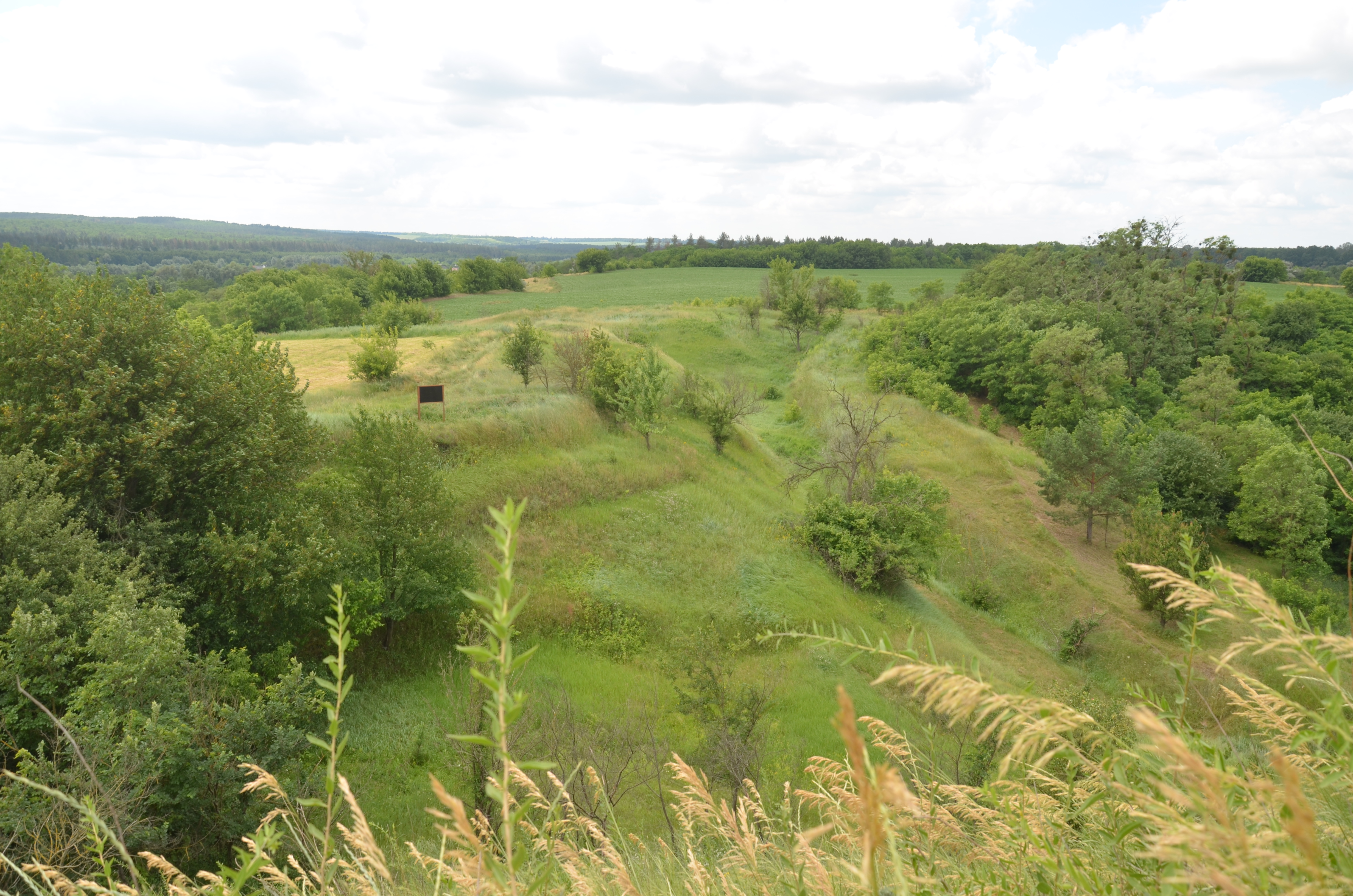
Городище «Городок»

Територія є високою горою, круті схили якої (50—60%) вкриті лучно-степовою рослинністю. Рослинний покрив представлений пе-
реважно формацією типчака валійського. Південний схил займають угруповання ковили волосистої. Верхні частини схилів займають місцями угруповання ковили пірчастої. Обидва види ковили занесені до Червоної книги України, а їх угруповання – до Зеленої книги України. На схилах виявлено також такі рідкісні для Київської області рослини, як гвоздика перетинчаста, залізняк бульбистий, дивина фіолетова.